# Episodi di Mom (settima stagione)
La settima stagione della sitcom Mom è stata trasmessa in prima visione assoluta negli Stati Uniti da CBS dal 26 settembre 2019 al 16 aprile 2020.
In Italia, la stagione è andata in onda dal 7 marzo al 17 ottobre 2020 su Premium Stories.
La trasmissione in Italia ha subìto delle pause e una trasmissione non regolare a causa delle disposizioni di emergenza legate alla diffusione della COVID-19.
| nº | Titolo originale                          | Titolo italiano                                            | Prima TV USA      | Prima TV Italia |
| -- | ----------------------------------------- | ---------------------------------------------------------- | ----------------- | --------------- |
| 1  | Audrey Hepburn and a Jalapeño Pepper      | Audrey Hepburn e un jalapeno popper                        | 26 settembre 2019 | 7 marzo 2020    |
| 2  | Pop Pop and a Puma                        | Papi papi e un puma                                        | 3 ottobre 2019    | 7 marzo 2020    |
| 3  | Goat Yogurt and Ample Parking             | Yogurt di capra e ampio parcheggio                         | 11 ottobre 2019   | 14 marzo 2020   |
| 4  | Twirly Flippy Men and a Dirty Bird        | Gli omini girevoli e una sporcacciona                      | 17 ottobre 2019   | 14 marzo 2020   |
| 5  | Fake Bacon and a Plan to Kill All of Us   | Falso bacon e un piano per ucciderci tutti                 | 24 ottobre 2019   | 21 marzo 2020   |
| 6  | Wile E. Coyote and a Possessed Doll       | Willy il Coyote e una bambola indemoniata                  | 7 novembre 2019   | 21 marzo 2020   |
| 7  | Pork Butt and a Mall Walker               | Spalla di maiale e un passeggiatore del centro commerciale | 14 novembre 2019  | 28 marzo 2020   |
| 8  | Hot Butter and Toxic Narcissism           | Burro fuso e narcisismo tossico                            | 21 novembre 2019  | 28 marzo 2020   |
| 9  | Tuna Florentine and a Clean Handoff       | Tonno alla fiorentina e una consegna pulita                | 5 dicembre 2019   | 4 aprile 2020   |
| 10 | Higgledy-Piggledy and a Cat Show          | A catafascio e una mostra felina                           | 12 dicembre 2019  | 4 aprile 2020   |
| 11 | One Tiny Incision and a Coffin Dress      | Una piccola incisione e un abito da defunta                | 9 gennaio 2020    | 11 aprile 2020  |
| 12 | Silly Frills and a Depressed Garden Gnome | Uno gnomo da giardino depresso e una falda di fango        | 16 gennaio 2020   | 11 aprile 2020  |
| 13 | Dammit Sandra and the Money Bus           | Dannazione Sandra e antenati Vichinghi                     | 30 gennaio 2020   | 18 aprile 2020  |
| 14 | Cheddar Cheese and a Squirrel Circus      | Formaggio Cheddar e un circo di scoiattoli                 | 6 febbraio 2020   | 18 aprile 2020  |
| 15 | Somebody's Grandmother and the A-List     | La nonna di qualcuno e tornare tra i vip                   | 13 febbraio 2020  | 3 ottobre 2020  |
| 16 | Judy Garland and a Sexy Troll Doll        | Judy Garland e un Bambolotto Troll Sexy                    | 20 febbraio 2020  | 3 ottobre 2020  |
| 17 | Beef Baloney Dan and the Hot Zone         | Mortadella Dan e un sarcastico no                          | 5 marzo 2020      | 10 ottobre 2020 |
| 18 | A Judgy Face and Your Grandma's Drawers   | Una faccina da criticona e i cassetti di tua nonna         | 12 marzo 2020     | 10 ottobre 2020 |
| 19 | Texas Pete and a Parking Lot Carnival     | Salsa piccante Texas Pete e un parcheggio del luna park    | 2 aprile 2020     | 17 ottobre 2020 |
| 20 | Big Sad Eyes and a Wrinkled Hot Dog       | Occhioni tristi e un hot dog d'epoca                       | 16 aprile 2020    | 17 ottobre 2020 |

## Audrey Hepburn e un jalapeno popper
- Diretto da: James Widdoes
- Storia di: Gemma Baker, Britté Anchor e Robin Morrison
- Sceneggiato da: Warren Belll, Alissa Neubauer e Adam Chase

### Trama
Mentre si trova al lago in luna di miele, Bonnie sente la mancanza del supporto delle amiche dell'AA (Alcoliste Anonime) ampliato dagli a lei insopportabili occhiali da sole alla Audrey Hepburn di Adam. Così si reca all'appuntamento degli AA del luogo dove diventerà "sponsor" della tormentata alcolista Patty. Intanto il bar di Adam è gestito da Christy che apporta qualche modifica, come la numerazione dei tavoli e il risparmio sui costi, ma questo fa fuggire il personale compresa Tammy che serve un antipasto sbagliato: il peperone jalapeno. Ma poi tornerà portando con sé le amiche AA per aiutare Christy.
- Guest star: Kate Micucci (Patty), Reginald VelJohnson (Jim), John Ratzenberger (Stan)

## Papi papi e un puma
- Diretto da: James Widdoes
- Storia di: Marco Pennette, Sheldon Bull e Susan McMartin
- Sceneggiato da: Nick Bakay, Ilana Wernick e Anne Flett-Giordano

### Trama
Christy decide di dare una mano al bar di Adam, a corto di personale, e lei reagisce a un cliente sgarbato. Adam pretende che lei si scusi, ma non lo fa e i due entrano in conflitto. Bonnie si trova, suo malgrado, tra i due fuochi e cerca di fare da paciere, non pretendendo che Christie lo chiami "papi papi". Intanto Jill va in palestra e a una partita di paintball con Andy e dimostra di essere, come dice lui, un puma.
- Guest star: Will Sasso (Andy)

## Yogurt di capra e ampio parcheggio
- Diretto da: James Widdoes
- Storia di: Warren Bell e Alissa Neubauer
- Sceneggiato da: Gemma Baker, Adam Chase e Britté Anchor

### Trama
Veronica è il nuovo capo di Christy e, oltre che fare sempre spuntini con yogurt di capra, è un'alcolista. Christy si offre di aiutarla portandola, malgrado Veronica non voglia, agli incontri degli AA. Intanto Bonnie non ha tanta voglia di prendere il cognome di Adam e trova come scusa il fatto che la previdenza sociale non ha un ampio parcheggio.
- Guest star: Paget Brewster (Veronica), Bernie Kopell (Ken)

## Gli omini girevoli e una sporcacciona
- Diretto da: James Widdoes
- Storia di: Marco Pennette, Ilana Wernick e Anne Flett-Giordano
- Sceneggiato da: Sheldon Bull, Susan McMartin e Chelsea Myers

### Trama
Un riluttante chef Rudy è costretto dal tribunale a partecipare ad alcuni incontri degli AA, con una poco paziente Christy che prova a convincerlo. Bonnie, mangiando del cioccolato dal comodino di Adam, pensa che lui non si sente a casa perché non ha portato le sue cose personali e quando Marjorie le chiede della loro vita sessuale le dà della sporcacciona. Jill non avrebbe permesso al suo ex marito di comprare il calciobalilla.
- Guest star: French Stewart (Rudy)

## Falso bacon e un piano per ucciderci tutti
- Diretto da: James Widdoes
- Storia di: Gemma Baker e Adam Chase
- Sceneggiato da: Warren Bell, Alissa Neubauer e Britté Anchor

### Trama
Quando durante un incontro degli AA muore inaspettatamente l'ex alcolista Mary, le ragazze reagiscono in modi diversi. Jill fa un discorso esagerato, Christy cerca come avvocato di far uscire di prigione il nipote di Mary, Tammy crede che la prossima sia Marjorie dicendo al bistrot con le altre che è un piano per ucciderci tutti, Bonnie è sconvolta perché l'ultima volta ha detto a Mary qualcosa di cattivo e vuole essere una persona migliore anche se dice a Wendy che nel suo panino c'è falso bacon e infine Wendy che si rattrista perché pensa di essere considerata meno di Mary.
- Guest star: Paget Brewster (Veronica)

## Willy il Coyote e una bambola indemoniata
- Diretto da: Rebecca Ancheta Blum
- Storia di: Marco Pennette, Susan McMartin e Anne Flett-Giordano
- Sceneggiato da: Nick Bakay, Sheldon Bull e Ilana Wernick

### Trama
Bonnie trova e guarda una videocassetta di Adam prima che finisse su una sedia a rotelle, paragonandolo a Willy il Coyote. Ossessionata dal fatto che, se camminasse ancora, lui avrebbe un'altra vita, si rivolge allo psicologo Trevor. Adam, però, le spiega che allora non era gentile con le donne. Christy, esasperata dal suo capo Veronica, sta diventando simile a una bambola indemoniata.
- Guest star: Rainn Wilson (Trevor), Paget Brewster (Veronica)

## Spalla di maiale e un passeggiatore del centro commerciale
- Diretto da: James Widdoes
- Storia di: Nick Bakay, Sheldon Bull e Ilana Wernick
- Sceneggiato da: Marco Pennette, Susan McMartin e Anne Flett-Giordano

### Trama
Bonnie e Adam escono con un'altra coppia rimanendone delusi, allora Jill chiede loro un'uscita a quattro con Andy, ma la loro cena impensierisce la stessa Jill perché vede Andy e Adam bere alcolici, mentre mangiano spalla di maiale alla griglia. Tammy vuole andarsene via da Marjorie, ma Christy la convince a rimanere perché Marjorie ha problemi di soldi, nonostante le piaccia, secondo Tammy, fare shopping passeggiando al centro commerciale.
- Guest star: Will Sasso (Andy)

## Burro fuso e narcisismo tossico
- Diretto da: James Widdoes
- Storia di: Alissa Neubauer e Adam Chase
- Sceneggiato da: Gemma Baker, Warren Bell e Britté Anchor

### Trama
Bonnie è arrabbiata con Adam perché ha smesso di ascoltarla e gli tira addosso burro fuso. Così si rivolge al terapista Trevor, ma arriva nel bel mezzo di una discussione con la moglie di lui che lo insulta dandogli anche del narcisista tossico, così capisce perché Adam è preoccupato. Christy urta l'auto di un ragazzo con la propria, ma scappa. Rintracciato l'indirizzo di lui, si scusa e lo invita a cena urtandogli di nuovo l'auto. Infine le ragazze si riuniscono da Jill per guardare il film Footloose.
- Guest star: Rainn Wilson (Trevor)

## Tonno alla fiorentina e una consegna pulita
- Diretto da: James Widdoes
- Storia di: Warren Bell, Ilana Wernick e Anne Flett-Giordano
- Sceneggiato da: Nick Bakay, Susan McMartin e Britté Anchor

### Trama
L'ufficiale di libertà vigilata concede a Tammy la libertà sulla parola, ma lei deve trovarsi un lavoro vero, perché fare piccoli lavori per le amiche, come dare da mangiare tonno alla fiorentina ai gatti di Marjorie, non contano. Tammy, che inoltre deve consegnare urine per dimostrare che è pulita, vuole vivere "senza regole" ora che è fuori prigione, scontrandosi con chi non la pensa come lei. Intanto Bonnie regala a Adam una giacca di pelle che lui ha apprezzato in televisione, ma lui non la indossa mai pensando che sia per giovani.

## A catafascio e una mostra felina
- Diretto da: James Widdoes
- Storia di: Warren Bell e Britté Anchor
- Sceneggiato da: Gemma Baker, Alissa Neubauer e Adam Chase

### Trama
Torna la tormentata alcolista Patty invitata da Bonnie per Natale, ma la sua storia getta nello sconforto chiunque: Bonnie e Christy per il loro burrascoso passato, Jill, infastidita da una foto di Andy dal Minnesota e dal tavolino da caffè organizzato a catafascio da Tammy, e Marjorie, per una mostra felina infelice. Alla fine, Wendy invita tutte ad alcuni canti natalizi terapeutici.

## Una piccola incisione e un abito da defunta
- Diretto da: James Widdoes
- Storia di: Sheldon Bull, Ilana Wernick e Susan McMartin
- Sceneggiato da: Nick Bakay, Marco Pennette e Anne Flett Giordano

### Trama
Tammy incontra sua zia Cookie di cui ignorava l'esistenza, in realtà zia Cookie non andava d'accordo con la madre di Tammy e ora si fa viva perché le serve un rene: una piccola incisione, secondo Wendy. Tammy, saputa la verità che sua zia non ha voluto prendersi cura di lei dopo la morte della madre, decide di andare lo stesso avanti con il test di compatibilità e di conseguenza con l'operazione. Tutto questo fa discutere le amiche di Tammy, con Jill che ha paura delle operazioni e parla del suo abito da defunta.
- Guest star: Kathleen Turner (Cookie)

## Uno gnomo da giardino depresso e una falda di fango
- Diretto da: James Widdoes
- Storia di: Gemma Baker e Marco Pennette
- Sceneggiato da: Alissa Neubauer, Adam Chase e Sheldon Bull

### Trama
Marjorie rimane sorpresa dalla chiamata del figlio Jerry che l'aveva bandita dalla sua vita e che le annuncia di essere diventata nonna, ma l'incontro non sembra dei più felici. Sebbene Marjorie abbia detto loro di non immischiarsi, a riavvicinare i due ci pensano Christy e Bonnie, che ha visto Marjorie depressa come uno gnomo da giardino. Intanto, dopo vari cambiamenti e ripensamenti, Tammy riesce a installare una mensola nella cucina di Jill.

## Dannazione Sandra e antenati Vichinghi
- Diretto da: James Widdoes
- Storia di: Nick Bakay, Susan McMartin e Britté Anchor
- Sceneggiato da: Warren Bell, Ilana Wernick e Anne Flett-Giordano

### Trama
Bonnie non vuole aiuto da nessuno per i suoi pensieri cattivi, neanche dal terapista Trevor, ma un discorso tra Christy e Adam le fa cambiare idea. Tammy ripara il congelatore del ristorante dove lavora Christy, con lo chef Rudy che maledice l'ex moglie Sandra per avergli portato via il globo di neve dei San Francisco Giants. Tra Tammy e Rudy inizia una passione sfrenata, col cuoco che ipotizza antenati vichinghi per la donna.
- Guest star: Rainn Wilson (Trevor), French Stewart (Rudy)

## Formaggio Cheddar e un circo di scoiattoli
- Diretto da: James Widdoes
- Storia di: Alissa Neubauer e Sheldon Bull
- Sceneggiato da: Gemma Baker, Marco Pennette e Adam Chase

### Trama
In ospedale, mentre un'infermiera di zia Cookie ordina del formaggio Cheddar sorprendendo tutte, zia Cookie sembra non prendere sul serio il prosieguo della sua vita, indispettendo Bonnie e intanto che aspetta il rene da Tammy, racconta alcune storie sulla madre di Tammy tra cui quella su un circo di scoiattoli. Christy rintraccia un uomo che le ha sorriso, ma poi scoprirà che ha due figli ed è gay.
- Guest star: Kathleen Turner (Cookie)

## La nonna di qualcuno e tornare tra i vip
- Diretto da: James Widdoes
- Storia di: Gemma Baker e Adam Chase
- Sceneggiato da: Marco Pennette, Alissa Neubauer e Sheldon Bull

### Trama
Mentre prepara una festa di beneficenza a casa sua, sperando anche di tornare tra i vip, Jill scopre che mancano alcuni pezzi di argenteria. Incolpata subito la servitù, Bonnie si lascia sfuggire che è stata lei cinque anni fa. Jill racconta che erano posate ereditate da sua nonna, Bonnie commenta che era la nonna di qualcuno e le due non si parlano più. Christy aiuta Marjorie a prepararsi per il suo primo appuntamento con un uomo dopo la morte del marito Victor.
- Guest star: Peter Onorati (Wayne)

## Judy Garland e un Bambolotto Troll Sexy
- Diretto da: Betsy Thomas
- Storia di: Alissa Neubauer e Adam Chase
- Sceneggiato da: Gemma Baker e Marco Pennette e Sheldon Bull

### Trama
Jill scopre che sta iniziando la perimenopausa, così vorrebbe avere un bambino, ma Andy non è convinto e la paragona a Judy Garland. Allora lei decide di congelare i suoi ovuli, ma i consigli del suo medico sono negativi. Intanto Christy non si dà pace per essere stata esclusa da un processo anche se simulato, così pensa di congelare i suoi ovuli per Jill. Wendy al lavoro viene promossa, ma i tentativi per festeggiare non sono eccezionali. Bonnie e Adam pensano come sarebbero i figli se si fossero incontrati giovani: Bonnie ipotizza un bambolotto sexy con il suo carattere e i capelli di Adam.
- Guest star: Will Sasso (Andy)

## Mortadella Dan e un sarcastico no
- Diretto da: James Widdoes
- Storia di: Warren Bell, Anne Flett-Giordano e Britté Anchor
- Sceneggiato da: Nick Bakay, Ilana Wernick e Susan McMartin

### Trama
Bonnie si arrabbia quando scopre che Sam, lo sponsor di Adam, che in un negozio lo chiamano "mortadella Dan", è una donna chiamata Samantha. Adam cerca di tranquillizzarla, ma così aumenta le paure di lei, che risponde con un sarcastico "no". Tammy è ancora innamorata di Rudy, ma vuole farsi desiderare. Christy usa la stessa tattica con un ragazzo, ma non funziona.
- Guest star: Courtney Thorne-Smith (Samantha), French Stewart (Rudy)

## Una faccina da criticona e i cassetti di tua nonna
- Diretto da: James Widdoes
- Storia di: Gemma Baker e Marco Pennette
- Sceneggiato da: Alissa Neubauer, Adam Chase e Sheldon Bull

### Trama
Marjorie è felicissima di badare alla nipotina Sofia lasciatela da suo figlio Jerry. Ma un gatto malato la costringe a chiamare Christy per badare a Sofia, ma la sua allergia ai gatti la costringe a passare il testimone a Bonnie che, dopo aver guardato tra i cassetti della nonna, porta Sofia in giro in auto, ma una foratura la costringe a fermarsi rimanendo pure chiusa fuori dall'auto guadagnandosi una faccina da criticona da Sofia. Questo porta jill, Wendy e Tammy a occuparsi con successo della bambina. Ma la cosa più bella è alla fine: quando Jerry chiama Marjorie, mamma.

## Salsa piccante Texas Pete e un parcheggio del luna park
- Diretto da: James Widdoes
- Storia di: Nick Bakay, Warren Bell e Susan McMartin
- Sceneggiato da: Anne Flett-Giordano, Britté Anchor e Robyn Morrison

### Trama
Il terapista Trevor disprezza sé stesso dopo il suo divorzio, Tammy e Bonnie provano ad aiutarlo facendo infusi e trovando della salsa piccante. Mentre Tammy ricorda che un lavoro da ex detenuti è il parcheggiatore al luna park, Marjorie trova lavoro per consegnare cibo cinese, in difficoltà sarà aiutata da Jill, Wendy e Christy.
- Guest star: Rainn Wilson (Trevor)

## Occhioni tristi e un hot dog d'epoca
- Diretto da: James Widdoes
- Storia di: Adam Chase, Sheldon Bull e Anne Flett-Giordano
- Sceneggiato da: Nick Bakay, Susan McMartin e Britté Anchor

### Trama
Marjorie porta le ragazze a un fine settimana di raduno sobrio in uno chalet di sole donne. Durante il viaggio, Wendy mangia un hot-dog che le farà male, forse avariato, che Bonnie chiama hot-dog d'epoca. Gli accoppiamenti delle camere scelti da Marjorie, Bonnie che cerca di scrivere un libro, Jill è preoccupata per la poca pulizia della locanda, Tammy fa gli occhioni tristi per ottenere soldi da Jill per comprare un furgone: tutto va male. Ma poi tutto si sistema e Christy conosce e bacia una donna.